# 酒井健吉
酒井 健吉（さかい けんきち、1980年7月22日 - ）は、日本の現代音楽の作曲家。作曲を加藤豊に師事。2002年9月、幼少の頃より憧れていた作曲家伊福部昭氏に面会。その時、伊福部氏に作品を献呈し、伊福部氏より作品に対して「アレグロのところが良く書けていますね。」との感想を受け取る。

## 主な賞歴
- 2005年第十一回宮日音楽コンクール作曲部門グランプリ受賞。
- 2006年第十二回2agosto国際作曲コンクール第二位受賞（イタリア）

## 主な作品
- ピアノの為の三章（2005）
- フルートと管絃樂の為の諧謔的協奏曲（2006）
- 室内楽劇「天の川」（2007）
- 管絃樂の為の長崎狂詩曲（2007）
- 管絃樂の為のハイカラ舞曲第一番（2008）
- 室内楽劇「海の幸〜青木繁に捧ぐ〜」（2008）
- 室内協奏曲（2009）
- ヴァイオリンと管絃樂の為のヤイカテカラ協奏曲（2010/12）
- オーボエとピアノの為のソナタ（2011/16）
- ヴァイオリンと七奏者の為の舞踏詩『アメノウズメの舞』（2011）
- 『狂想的司伴樂』〜ボーカロイドと室内管絃樂のための〜（2013）
- 『天照譚歌』〜十三絃筝とソプラノ、室内管絃樂の為の〜（2013）
- ファゴット独奏の為の三つの小品（2014）
- 『御伽の國の円舞曲』〜管絃樂の為の〜（2014）